# Eudocima smaragdipicta
Eudocima smaragdipicta là một loài bướm đêm trong họ Erebidae.